# Phoebus Levene
Phoebus Aaron Theodore Levene, de son nom de naissance Fishel Aaronovich Levin (né le 25 février 1869 à Zagare ; mort le 6 septembre 1940 à New York), est un biochimiste américain d'origine lituanienne.
Levene a grandi à Saint-Pétersbourg, où il étudie à l'Académie de médecine militaire du Kirov. Il obtint son doctorat en 1891. En raison de l'antisémitisme et des pogroms, il émigre aux USA.
Il travaille comme médecin à New York et s'inscrit à l'université Columbia pour y mener des recherches biochimiques pendant son temps libre. Il publie des travaux sur la structure des glucides. En 1896, il rejoint l'Institut de pathologie du New York State Hospital. À cette époque, il travaille avec des chimistes comme Albrecht Kossel et Emil Fischer. En 1905, Levene devint directeur du laboratoire de biochimie de l'Institut Rockefeller de recherche médicale. En 1916, il est élu à la National Academy of Sciences, et en 1932, membre de la Leopoldina. La même année, il devient membre correspondant de la Académie bavaroise des sciences.
En 1909, avec son collègue Jacob, il isole la D-ribose, un composé naturel essentiel des acides nucléiques.
Il découvre le désoxyribose en 1929. C'est à partir de 1935 qu'on parle d'acide désoxyribonucléique (ADN). La désoxyribose est une molécule proche de la D-ribose découvert précédemment (un groupe -OH en moins), et la base de la structure de l'ADN
Il fut membre de plusieurs prestigieuses associations scientifiques dont l'Académie nationale des sciences des États-Unis et l'American Philosophical Society.